# Tuakana wiltoni
Tuakana wiltoni is een spinnensoort in de taxonomische indeling van de Desidae.
Het dier behoort tot het geslacht Tuakana. De wetenschappelijke naam van de soort werd voor het eerst geldig gepubliceerd in 1970 door Raymond Robert Forster.